# 1st Airborne Division
La 1st Airborne Division (1ª Divisione aviotrasportata), nota anche come Red Devils («diavoli rossi»), è stata una divisione dell'Esercito britannico nella seconda guerra mondiale.
Impiegata inizialmente in azioni di commando in Francia e Norvegia, l'unità prese parte nel 1943 alla conquista della Sicilia ed alla campagna d'Italia per poi essere impiegata nei Paesi Bassi nel corso dell'operazione Market Garden nel corso della quale subì perdite spaventose che, di fatto, posero termine al suo impiego attivo nel corso del conflitto.
La divisione era stata la prima ad utilizzare i berretti rossi, che oggi contraddistinguono in tutto il mondo le truppe paracadutiste d'élite.

## Storia
La 1ª Divisione Aviotrasportata britannica è stata creata il 31 ottobre 1941, e posta al comando del Maggior Generale Frederick Browning. Inizialmente costituita dalla 1ª Brigata Aviotrasportata e dalla appena creata 1ª Brigata Alianti, ma è stata portata a livello organico di una divisione il 17 luglio 1942 con l'aggiunta della 2ª Brigata Aviotrasportata.
Nel tardo 1942 la 1ª Brigata Aviotrasportata fu inviata nel Nord Africa. La perdita di questa unità causò un grande vuoto nei ranghi della 1ª Divisione Aviotrasportata, e la 3ª Brigata Aviotrasportata prese provvisoriamente il posto della 1ª Brigata. Questo organigramma fu mantenuto fino al 1º maggio 1943, quando la divisione, sotto il comando del maggior generale Gerald Hopkinson fu inviata in Nord Africa per ricongiungersi con la 1ª Brigata, lasciando la 3ª Brigata Aviotrasportata in Inghilterra che costituì la base della 6ª Divisione Aviotrasportata.
Prima di Arnhem la divisione non aveva mai combattuto unita in battaglie importanti. Solamente in Sicilia la 1ª Brigata Aviotrasportata e la 1ª Alianti avevano combattuto, ma senza la 2ª Brigata e delle unità di supporto della divisione, ed anche in date e località separate.
Il 9 settembre 1943 la divisione, dopo l'aggiunta della 4ª Brigata, fu inviata in Italia per occupare il porto di Taranto. Il porto fu velocemente conquistato e la 2ª e 4ª Brigata avanzarono verso l'entroterra sostenendo degli scontri con il tedeschi in ritirata. Proprio durante quegli scontri il generale Gerald Hopkinson fu ucciso da una mitragliatrice tedesca e il comando passò temporaneamente al brigadier generale Eric Down, della 2ª Brigata. In novembre la divisione fu richiamata in Inghilterra, e la 2ª Brigata Aviotrasportata fu distaccata dalla divisione e lasciata in Italia come brigata indipendente.
Nel gennaio del 1944 il comando dell'unità passò al maggior generale Roy Urquhart.
La divisione fu lasciata in riserva nel D-Day a favore della 6ª Divisione Aviotrasportata.
Nell'operazione Market-Garden si batté valorosamente perdendo l'85% dei suoi effettivi tra morti e feriti, 1200, e prigionieri, oltre 6500, due dei suoi generali di brigata, Lathbury e Hicks; ridotta a due sole brigate, venne ricostituita ma non più impiegata nel corso della seconda guerra mondiale, e venne disciolta al termine.